# Aardtenreks
Aardtenreks (Geogalinae) zijn een onderfamilie van de Tenreks (Tenrecidae). De onderfamilie werd voor het eerst beschreven door Édouard Louis Trouessart in 1879.
De onderfamilie is endemisch in Madagaskar.

## Taxonomie
De onderfamilie telt twee geslachten, waarvan één uitgestorven.
- Geogale
  -  † Geogale aletris
  - Aardtenrek (Geogale aurita)
- † Parageogale